# Andalusia, Alabama
Andalusia är en stad (city) i Covington County, i delstaten Alabama, USA. Enligt United States Census Bureau har staden en folkmängd på 9 083 invånare (2011) och en landarea på 50,9 km². Andalusia är administrativ huvudort (county seat) i Covington County.

## Kända personer från Andalusia
- Allan George, utövare av amerikansk fotboll